# 高橋邦男
高橋 邦男（たかはし くにお、1937年1月10日 - ）は、日本の経営者。三井ホーム社長、会長を務めた。

## 経歴
富山県出身。1961年に東京大学法学部を卒業し、同年に三井不動産に入社。1989年6月に取締役に就任し、1991年6月に常務、1995年6月に専務を経て、1998年6月に三井ホーム副社長に就任し、1999年6月には社長に昇格。2003年4月に会長に就任。同年5月日本ツーバイフォー建築協会会長に就任。
2005年11月に藍綬褒章を受章。